# 布達廷城堡

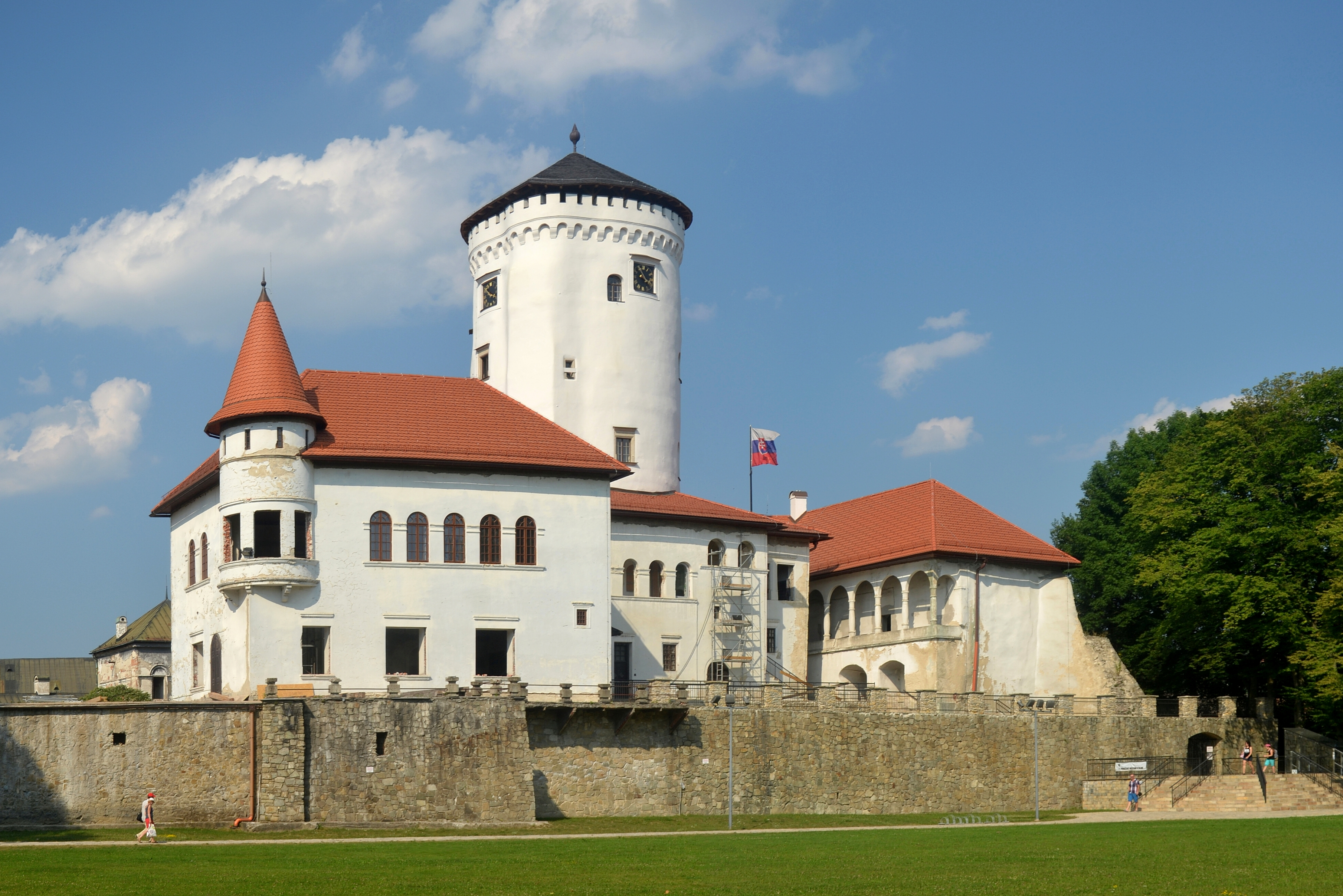
布達廷城堡

布達廷城堡是位於斯洛伐克西北部的一座城堡建築，靠近日利納。這座城堡在13世紀時就已經存在。16世紀中期時，城堡重建為文藝復興風格建築。1872年，鐵路的建設使得城堡公園的規模縮小。該城堡最近一次大規模重建是在1922年至1923年。現在城堡被用作博物館。

## 外部連結
- Považie museum - Budatín castle （斯洛伐克文）

49°14′11″N 18°44′02″E / 49.23639°N 18.73389°E